# Gotham Group
Gotham Group es una productora de cine y televisión de gestión diversificada en la industria del entretenimiento estadounidense. La empresa fue fundada por Ellen Goldsmith-Vein en 1994. Goldsmith-Vein y su empresa han producido proyectos como The Spiderwick Chronicles y The Maze Runner.

## Filmografía

### Cine
| Título                                                         | Año           | Notas |
| -------------------------------------------------------------- | ------------- | --- |
| Creature Comforts America                                      | 2007          | |
| Las Crónicas de Spiderwick                                     | 2008          | Coproducida con Nickelodeon Movies, distribuida por Paramount Pictures                                             |
| Abduction                                                      | 2011          | Coproducida con Vertigo Entertainment, distribuida por Lionsgate Films                                             |
| Life of Crime                                                  | 2013          | |
| Camp X-Ray                                                     | 2014          | Distribuido por IFC Films                                                                                          |
| El corredor del laberinto                                      | 2014          | Distribuido por 20th Century Fox                                                                                   |
| Blackway                                                       | 2015          | |
| Maze Runner: The Scorch Trials                                 | 2015          | Distribuido por 20th Century Fox                                                                                   |
| Stephanie                                                      | 2017          | Coproducida con Blumhouse Productions, distribuida por Universal Studios                                           |
| Maze Runner: The Death Cure                                    | 2018          | Coproducida con Temple Hill Entertainment y TSG Entertainment, distribuida por 20th Century Fox                    |
| Kodachrome                                                     | 2018          | Coproducida con 21 Laps Entertainment, distribuida por Netflix                                                     |
| Stargirl                                                       | 2020          | Coproducida con Walt Disney Pictures y Hahnscape Entertainment, distribuida por Disney+                            |
| All Together Now                                               | 2020          | Coproducida con Temple Hill Entertainment, distribuida por Netflix                                                 |
| Hollywood Stargir                                              | 2022          | Coproducida con Walt Disney Pictures, distribuida por Disney+                                                      |
| Wendell & Wild                                                 | 2022          | Coproducida con Monkeypaw Productions, Netflix Animation y Principato-Young Entertainment, distribuida por Netflix |
| Juror No. 2                                                    | por confirmar | Coproducida con Dichotomía y Malpaso Productions                                                                   |
| The Black Hand                                                 | por confirmar | Coproducida con Appian Way Productions                                                                             |
| Exile on Main Street: A Season in Hell with the Rolling Stones | por confirmar | |
| By All                                                         | por confirmar | coproducida con Legendary Pictures, distribuida por Warner Bros. Pictures                                          |

### Televisión
| Título                        | Año           | Notas                  |
| ----------------------------- | ------------- | ---------------------- |
| Elmo's Christmas Coutdown     | 2007          | especial de televisión |
| Percy Jackson y los olímpicos | 2023          |                        |
| The Spiderwick Chronicles     | 2024          |                        |
| Washington black              | por confirmar |                        |
| WondLa                        | por confirmar |                        |